# 広瀬きよみ
広瀬 きよみ（ひろせ きよみ、1949年 - ）は、日本画家。

## 来歴
東京都生まれ。女子美術大学卒業。佐藤太清に師事。日展会員。1995年に女子美術大学教授。2014年3月に女子美術大学を退職。

## 主な受賞歴
- 第2回日展入選（1970年）
- 第18回日展特選（1986年）
- 第21回日展特選（1989年）
- 第3回菅楯彦大賞展準大賞（1996年）